# 草場良八
草場 良八（くさば りょうはち、1925年〈大正14年〉11月16日 - 2020年〈令和2年〉3月13日）は、日本の裁判官。第12代最高裁判所長官。

## 来歴
横浜地裁や東京地裁に勤務。東京地裁では学生事件を裁き、刑事裁判が専門。その後、最高裁秘書課長として新聞記者への広報活動をした。最高裁経理局長、甲府地裁所長、東京高裁判事を歴任。最高裁事務総長では矢口洪一最高裁長官を補佐して簡裁の統廃合を進め、長年の懸案であった法廷撮影の部分緩和をまとめた。その後、東京高裁長官に就任。
1989年11月27日に最高裁判事に就任。
最高裁判事就任から3ヶ月後の1990年2月に最高裁長官に就任。長官就任の挨拶では「長年にわたって築き上げてきた司法のよき伝統を受け継ぎ、国民から一層、信頼されうる司法の確立のため全力を尽くす」と述べた。司法行政では矢口前長官が敷いた司法制度の見直しの踏襲を明らかにした。服部長官時代に始まった裁判官の民間会社や省庁への派遣研修では人員を40名に増やし参加させるなどした。1992年3月13日に拘置質問の際に弁護士会が実施している当番弁護士制度を利用できることを容疑者に告知するように全国の地裁に指示した。
1995年2月のロッキード事件丸紅ルート最高裁大法廷判決では、19年前の1976年7月の藤林益三長官時代の最高裁裁判官会議でアメリカ側証人の刑事免責を保証した上で行われた嘱託尋問調書について、証拠能力を否定する判決を裁判長として出した。
定年退官の8日前の1995年11月7日に最高裁長官の依願退官（最高裁長官の依願退官は日本国憲法下で初めて）。これは11月下旬に高裁長官会合があり、草場退官に伴う高裁人事や新最高裁長官の管内事情把握のための時間的余裕を考慮した結果であった。
最高裁長官退官に先立ち首相だった村山富市に会いに官邸を訪ね、後任の最高裁判所長官に三好達を推薦したいと切り出したところ、「最高裁判所の判断を尊重する」と、草場案があっさり通った。この人事に関しては、前長官の矢口と草場との間で確執があったと囁かれたが、真意は定かではない。
草場を最高裁判所長官に決めるにあたり、矢口が「社会党が最高裁長官にリベラルな学者を据える可能性」に対して周到に準備したことは杞憂に終わった。歴代最高裁長官人事について、吉田茂が田中耕太郎に固執し、佐藤栄作がリベラル派の田中二郎を排して、保守派の大物石田和外を登用した。それと比較して村山の判断は、三権分立の配慮はあったかもしれないが、政治的見地でみれば安易な決断であったと一部指摘されている。
退官にあたる挨拶では「裁判所に必要なのは見識。組織が生き生きとするためには、新しい血を入れる必要があるが、資格が要求される裁判所では簡単にいかない。裁判官が外の世界で新しいものを吸収して戻ってくることで裁判官に必要な見識が養われると思う」と裁判所活性化のために人との交流が必要と述べた。

## 最高裁判所長官在任中に取り扱った事件
- 成田新法事件
- 第39回衆議院議員総選挙の衆院定数訴訟（3.18倍の一票の格差を違憲状態と認定）
- ロッキード事件丸紅ルート[1]（上述）
- 婚外子相続差別訴訟

## 略歴
- 1925年 福岡県出身
- 福岡県立福岡中学校（後の福岡県立福岡高等学校）卒業。
- 1949年 東京大学法学部政治学科卒業。
- 1951年 判事補任官。
- 1963年 最高裁判所人事局任用課長。その後、最高裁判所秘書課長。最高裁判所経理局長、最高裁判所事務総長、東京高等裁判所長官を経て、
- 1989年11月27日 最高裁判所判事
- 1990年2月20日 矢口洪一長官の後を継ぎ、最高裁判所長官に就任。
- 1995年11月7日 依願退官。
- 1998年4月29日 勲一等旭日桐花大綬章受章。
- 2020年3月13日 老衰のため、死去[1]。94歳没。死没日をもって従二位に叙される[9]。